# Condado de Green (Wisconsin)
El condado de Green (en inglés: Green County), fundado en 1836, es uno de 72 condados del estado estadounidense de Wisconsin. En el año 2020, el condado tenía una población de 37,093 habitantes y una densidad poblacional de 24,52 personas por km². La sede del condado es Monroe.

## Geografía
Según la Oficina del Censo, el condado tiene un área total de 1,514 km², de la cual 1,513 km² es tierra y 2 km² (0.10%) es agua.

### Condados adyacentes
- Condado de Dane (norte)
- Condado de Rock (este)
- Condado de Winnebago, Illinois (sureste)
- Condado de Stephenson (sur)
- Condado de Lafayette (oeste)
- Condado de Iowa (noroeste)

## Demografía
En el censo de 2000, había 33,647 personas, 13,212 hogares y 9,208 familias residiendo en el condado. La densidad poblacional era de 22 personas por km². En el 2000 había 13,878 unidades habitacionales en una densidad de 9 por km². La demografía del condado era de 98.14% blancos, 0.26% afroamericanos, 0.21% amerindios, 0.29% asiáticos, 0.0% isleños del Pacífico, 0.36% de otras razas y 0.75% de dos o más razas. 0.97% de la población era de origen hispano o latino de cualquier raza.

## Localidades

### Ciudades y pueblos
- Adams (pueblo)
- Albany (pueblo)
- Albany (villa)
- Belleville (villa)
- Brodhead
- Brooklyn (pueblo)
- Browntown (villa)
- Cádiz (pueblo)
- Clarno (pueblo)
- Decatur (pueblo)
- Exeter (pueblo)
- Jefferson (pueblo)
- Jordan (pueblo)
- Monroe (pueblo)
- Monroe
- Monticello (villa)
- Mount Pleasant (pueblo)
- New Glarus (pueblo)
- New Glarus (villa)
- Spring Grove (pueblo)
- Sylvester (pueblo)
- Washington (pueblo)
- York (pueblo)

### Áreas no incorporadas
- Attica
- Clarence
- Jordan Center
- Juda
- Postville